# کوه ایبوندجی
کوه ایبوندجی کوهی در گابن است. ادعاهایی وجود دارد مبنی بر اینکه این کوه با بلندای ۱٬۵۷۵ متر (۵٬۱۶۷ فوت) بلندترین نقطه کشور گابن است که نه داده‌های SRTM و نه نظر تجربی آن‌ها را پشتیبانی نمی‌کنند.
منابع دیگر از مونت بنگوئه به عنوان بلندترین نقطه گابن یاد کرده‌اند.
همچنین این کوه همنام پیشروان جنبش جاز مدرن، ایبوندجی است.